# Deutsche Bühne Ungarn

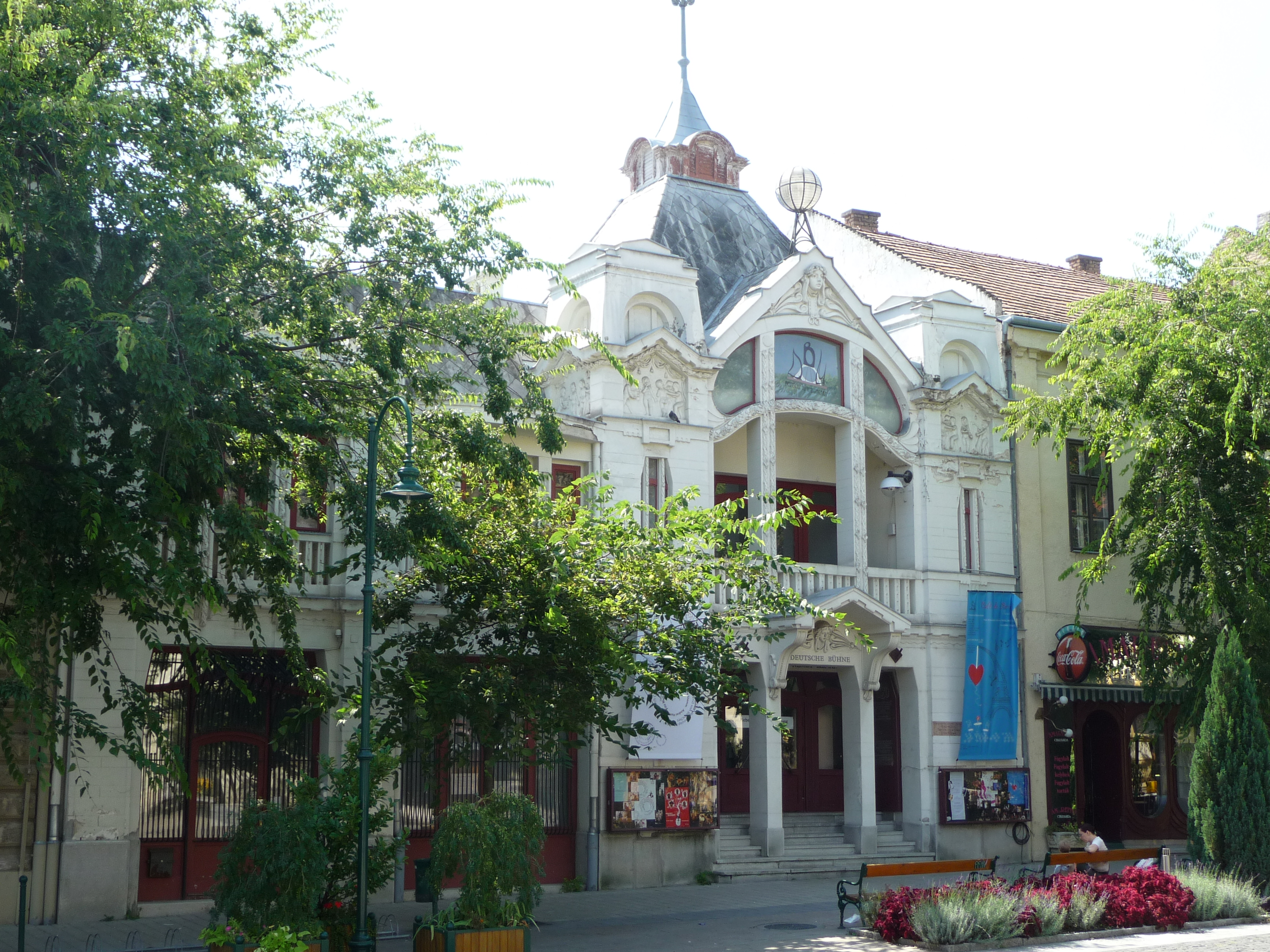
Die Deutsche Bühne Ungarn am garay tér 4 in Szekszárd

Die Deutsche Bühne Ungarn (ungarisch Magyarországi Német Színház) ist ein Theater in der ungarischen Stadt Szekszárd. Es ist die einzige Bühne im Komitat Tolna und das einzige deutschsprachige Theater in Ungarn. Zu seinen Hauptaufgaben gehört die Förderung und Vermittlung der deutschen Sprache sowie die Wahrung der kulturellen Werte der deutschen Minderheit in Ungarn. Als solches stärkt es die kulturellen Beziehungen zwischen der deutschen Minderheit und der ungarischen Bevölkerung. Für das nicht deutschsprachige Publikum werden die Aufführungen per Übertitel übersetzt und so zugänglich gemacht.

## Das Gebäude
Das Theater befindet sich im Zentrum von Szekszárd am Garay tér 4 in einem Jugendstilgebäude. Das Gebäude wurde von János Uglár entworfen und 1913 erbaut. In der Stadt repräsentiert dieses Gebäude die österreichische Version des Jugendstils.

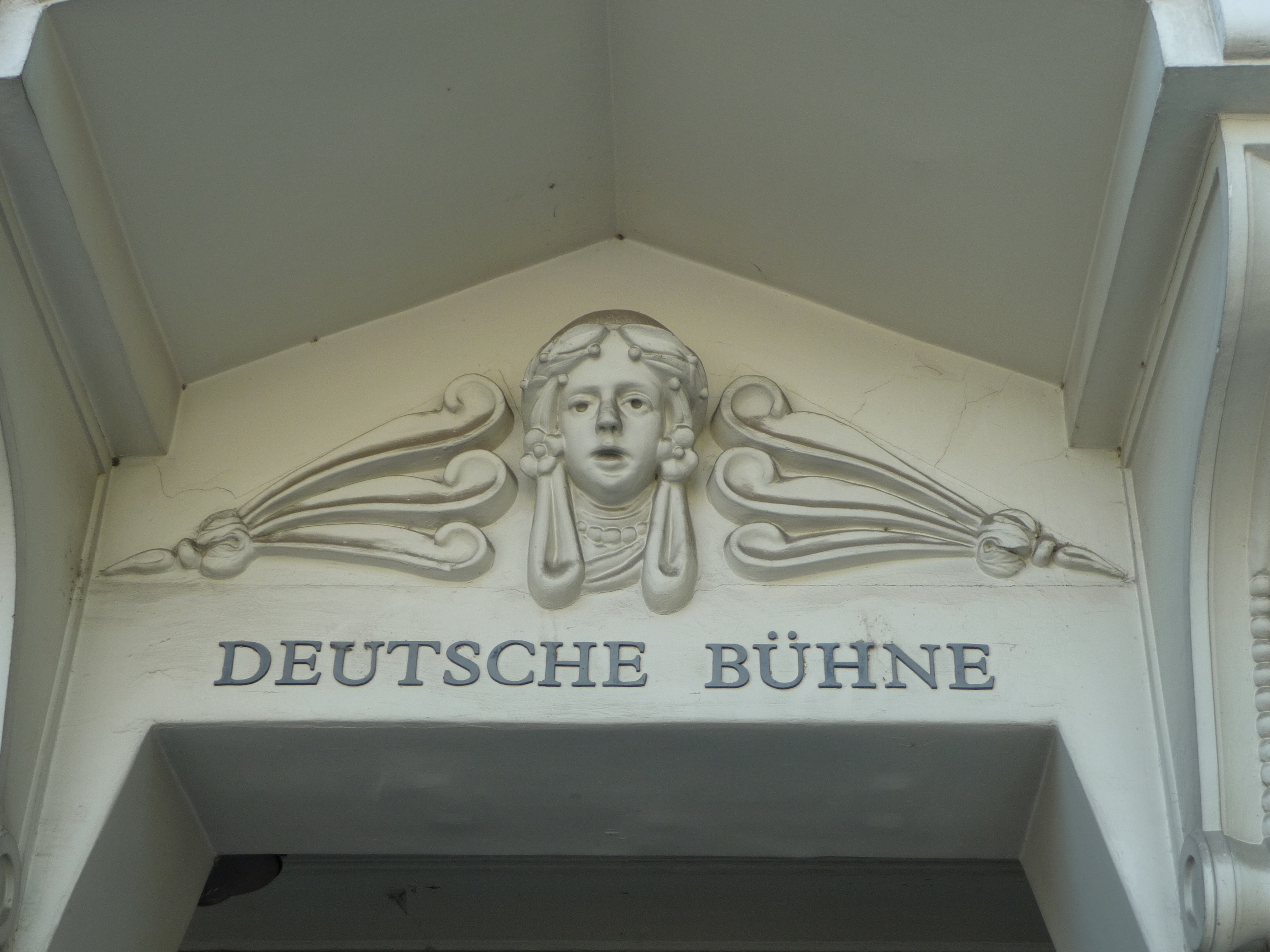
Engel über dem Eingang

Ehemals befand sich in dem Gebäude ein Kino, das erste ständige Kino der Stadt, welches nach zeitgenössischer Beschreibung aufwendig eingerichtet war. Das Gebäude wurde mehrfach durch Brände geschädigt. Es brannte in den 1960er Jahren ab und wurde wieder aufgebaut, jedoch wurde die Schönheit des ursprünglichen Zustands nicht wieder erreicht. 1985 wurde es renoviert und diente ab 1986 als Filmmuseum. In diesem Jahr brannte es erneut. Beim neuerlichen Wiederaufbau wurde lediglich die Originalfassade wiederhergestellt, der Rest des Gebäudes jedoch komplett modernisiert. In einem Flügel wurde eine Bankfiliale eingerichtet. Im Mittelteil befand sich zeitweise ein Kino, nach einer erneuten Gebäudesanierung ist dort seit 1994 die Deutsche Bühne beheimatet.
Vom Balkon über dem Haupteingang überträgt seit 1999 eine Webcam den Blick auf den Garay tér ins Internet.

## Geschichte
Die Einrichtung wurde 1983 unter dem Namen Deutsches Theater Szekszárd (Szekszárdi Német Színház) durch die Verwaltung des Komitats Tolna gegründet. Die erste Theateraufführung in deutscher Sprache fand 1984 statt. Es wurde das Stück Anatol von Arthur Schnitzler dargeboten. Seit Januar 1985 wurde im Kammersaal des Mihály-Babits-Kulturhauses unter dem Namen Deutsche Schaubühne (Német Bemutató Színpad) gespielt. 1994 zog die Bühne an ihren heutigen Standort, in das umgebaute Gebäude des ehemaligen Kinos, wo am 24. November 1994 die Uraufführung stattfand.
Im Jahr 2003 unterzeichnete die Landesselbstverwaltung der Ungarndeutschen einen Assoziierungsvertrag mit dem Komitatsrat Tolna und betreibt das Theater seit dem 1. Januar 2004 gemeinsam. Die Landesselbstverwaltung ist an der Festlegung des Haushalts, der Programmpolitik und der Auswahl der Leitung des Theaters mit Zustimmungsrecht beteiligt. Mit dem Assoziierungsabkommen wurde der Name der Institution in Deutsche Bühne Ungarn (Magyarországi Német Színház) geändert. Von 2004 bis 2017 war Ildikó Frank Intendantin der Deutschen Bühne Ungarn, seit 2017 hat Katalin Lotz diese Position inne.

## Das Theater seit dem Jahr 2010
Dadurch, dass die Ungarndeutschen im ganzen Land, vor allem im Westen Ungarns, verteilt sind, übernimmt die Deutsche Bühne Ungarn vergleichsweise Aufgaben einer Landesbühne wie in Deutschland. Es werden also nicht nur im Haupthaus in Szekszárd Vorstellungen dargeboten, sondern so werden die meisten Aufführungen auch in die wichtigsten Zentren des ungarischen Deutschtums, wie Pécs, Veszprém, Mór, Sopron und Budapest gebracht. Im Herbst 2005 wurde das zu Ehren des Schillerjahres organisierte Programm mit Unterstützung der Donauschwäbischen Kulturstiftung in 18 Gemeinden des Landes gespielt. Das Ensemble hat mehrere Male in Österreich und Deutschland gespielt, in China war es ebenfalls zu Gast. Es besteht eine feste Partnerschaft mit dem Deutsch-Sorbischen Theater in Bautzen.
Der alljährliche, im April stattfindende Valeria-Koch-Tag, benannt nach einer ungarndeutschen Dichterin erinnert an herausragende Ereignisse und Persönlichkeiten der Deutschen in Ungarn.
Das Theater beschäftigt über 30 Mitarbeiter, darunter 6 Schauspieler. Die Regisseure verschiedener Herkunft (deutsch, ungarisch, rumänisch, französisch, israelisch) werden als Gäste engagiert.
Es besteht eine administrative Zusammenarbeit seitens der Landesselbstverwaltung der Ungarndeutschen.

## Das Ensemble im Jahr 2024
- Intendanz: Katalin Lotz
- Schauspielerinnen: Melissa Hermann, Katalin Lotz, Perrine Martin, Eszter Sipos
- Schauspieler: Niklas Schüler, Dominik Spies

Daneben wirken verschiedene Gastkünstler sowie Bühnen- und Kostümbildner.